# Böhringen (Radolfzell)
Das Dorf Böhringen liegt nordwestlich des Untersees, einem Teil des Bodensees, unweit der Mündung der Radolfzeller Aach, und ist der mit Abstand größte Stadtteil der baden-württembergischen Stadt Radolfzell am Bodensee im Landkreis Konstanz in Deutschland. Mit etwa 4200 Einwohnern entspricht die Einwohnerzahl Böhringens mehr als einem Fünftel der Einwohnerzahl der Kernstadt, der Großen Kreisstadt, selbst.

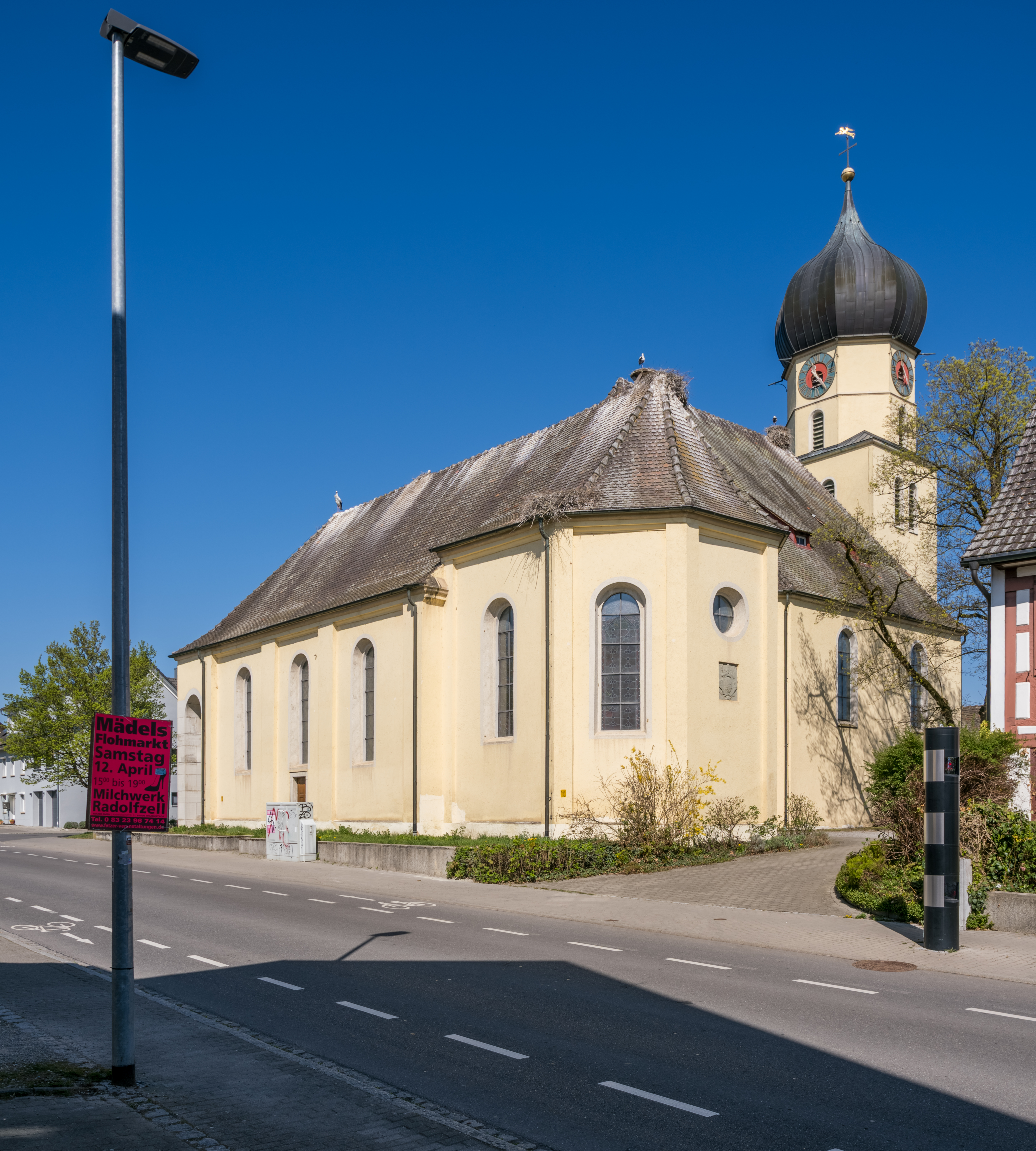
Kirche St. Nikolaus mit Störchen

## Geographie
Nördlich von Böhringen befindet sich der Böhringer See.
Zur Ortschaft Böhringen gehören das Dorf Böhringen, Schloss und Gehöft Rickelshausen, die Höfe Am Kreuzbühl (Rettighof), Haldenstetten, Pachthof (Polenhof), Reutehöfe und Weiherhof und die Wohnplätze Bei der Sandgrube (Kiesgrube) und Ziegelfabrik.

## Geschichte
Eine frühe Siedlung im heutigen Ort sind durch zahlreiche Reihengräberfunde belegt.
Das im Jahr 1243 erstmals urkundlich erwähnte Dorf Böhringen – Beringen, das heißt, Wohnsitz der Angehörigen des Sippen- oder Ortsoberhauptes Bero, war vom 8. Jahrhundert bis 1421 im Besitz des Klosters Reichenau. 1420 gehörte Böhringen zum Ammannamt Radolfzell und um 1300 zum habsburgischen Amt Aach.
1805 kam Böhringen zu Württemberg, 1810 zu Baden. Böhringen gehörte von 1810 bis 1872 zum Bezirksamt Radolfzell, seither zum Bezirksamt/Landkreis Konstanz.
Der Ort Rickelshausen wurde 1892 eingemeindet.
Nach dem Ersten Weltkrieg litt auch die Böhringer Bevölkerung unter der Inflation, eine der radikalsten Geldentwertungen, die in der Hyperinflation des Jahres 1923 ihren Höhepunkt erreichte.
Bis zum Ende seiner Selbständigkeit hatte sich Böhringen zu einer fast 3.000 Einwohner zählenden Wohngemeinde entwickelt. Am 1. Januar 1975 wurde Böhringen in die Stadt Radolfzell eingegliedert.

### Einwohnerentwicklung
| Jahr                 | 1852 | 1871 | 1880 | 1890 | 1900 | 1910 | 1925 | 1933 | 1939 | 1950 | 1956 | 1961 | 1970 | Ref.        |
| Einwohner            | 516  | 585  | 620  | 624  | 727  | 1021 | 1107 | 1182 | 1217 | 1508 | 1769 | 2144 | 2601 | [ 4 ]       |
| 0weiblich            | 255  | 298  | 312  | 322  | 350  | 490  | 557  | 587  | 605  | 783  | 908  | 1046 | 1287 | [ 5 ]       |
| 0männlich            | 261  | 287  | 308  | 302  | 377  | 531  | 550  | 595  | 612  | 725  | 861  | 1098 | 1314 | [ 5 ]       |
| 0evangelisch         |      |      |      |      |      |      | 109  |      |      | 270  |      | 478  | 562  | [ 6 ] [ 7 ] |
| römisch-katholisch   |      |      |      |      |      |      | 997  |      |      | 1215 |      | 1621 | 1909 | [ 6 ] [ 7 ] |
| 0sonstige Religionen |      |      |      |      |      |      | 1    |      |      | 23   |      | 45   | 130  | [ 6 ] [ 7 ] |

## Politik

### Wahlergebnisse
Wahlen zur verfassunggebenden Nationalversammlung
| Partei                                                  | 1919   |
| Sozialdemokratische Partei Deutschlands (SPD)           | 32,9 % |
| Deutsche Demokratische Partei (DDP)                     | 26,3 % |
| Zentrumspartei (Z)                                      | 39,5 % |
| Bürgerpartei (BP) / Deutschnationale Volkspartei (DNVP) | 1,2 %  |

Reichstagswahl
| Partei                                                              | 1932   |
| Sozialdemokratische Partei Deutschlands (SPD)                       | 11,3 % |
| Deutsche Demokratische Partei (DDP) / Deutsche Staatspartei (DStP)  | 2,2 %  |
| Zentrumspartei (Z)                                                  | 28,3 % |
| Deutschnationale Volkspartei (DNVP) / Christliche Volkspartei (CVP) | 1,2 %  |
| Nationalsozialistische Deutsche Arbeiterpartei (NSDAP)              | 42,5 % |
| Kommunistische Partei Deutschlands (KPD)                            | 12,2 % |
| Sonstige Parteien                                                   | 2,3 %  |

Landtagswahlen
| Partei                                                             | 1952   | 1956   | 1960   | 1964   | 1968   |
| Christlich Demokratische Union Deutschlands (CDU)                  | 30,9 % | 48,5 % | 49,5 % | 44,7 % | 49,3 % |
| Sozialdemokratische Partei Deutschlands (SPD)                      | 36,8 % | 36,4 % | 36,6 % | 42,8 % | 26,3 % |
| Demokratische Volkspartei (DVP) / Freie Demokratische Partei (FDP) | 11,3 % | 7,8 %  | 4,2 %  | 8,5 %  | 11,3 % |
| Bund der Heimatvertriebenen und Entrechteten (BHE)                 | 11,7 % | 5,0 %  | 7,1 %  | 1,6 %  | –      |
| Nationaldemokratische Partei Deutschlands (NPD)                    | –      | –      | –      | –      | 10,5 % |
| sonstige Parteien                                                  | 9,3 %  | 2,3 %  | 2,6 %  | 2,4 %  | 2,6 %  |

Bundestagswahlen
| Partei                                                                      | 1949   | 1953   | 1957   | 1961   | 1965   | 1969   |
| Christlich Demokratische Union Deutschlands (CDU)                           | 49,4 % | 57,9 % | 55,2 % | 47,3 % | 50,2 % | 55,6 % |
| Sozialdemokratische Partei Deutschlands (SPD)                               | 33,5 % | 23,6 % | 26,9 % | 37,4 % | 35,3 % | 32,2 % |
| Demokratische Volkspartei (DVP) / Freie Demokratische Partei (FDP)          | 8,1 %  | 5,2 %  | 7,6 %  | 10,4 % | 10,7 % | 7,2 %  |
| Gesamtdeutscher Block/Bund der Heimatvertriebenen und Entrechteten (GB/BHE) | –      | 9,2 %  | 7,4 %  | –      | –      | –      |
| Sonstige Parteien                                                           | 9,0 %  | 4,1 %  | 2,9 %  | 4,9 %  | 3,8 %  | 5,0 %  |

### Ortsvorsteher
Als Ortsvorsteher (seit 2. Dezember 1999) ist Bernhard Diehl (CDU) seit Juli 2014 auch Mitglied im Radolfzeller Gemeinderat.

### Wappen
Blasonierung: In gespaltenem Schild vorne in Silber ein rotes Kreuz, hinten in Blau über silbernem Schrägbalken ein nach oben schreitender, rot bezungter goldener Löwe.

Erklärung: Das rote Kreuz steht für die Abtei Reichenau, der goldene Löwe über dem silbernen Schrägbalken steht für die Herren von Friedingen. Das Kreuz ist auch Teil des Wappens der Stadt Radolfzell, zu der das Dorf historisch bis 1810 und wieder ab 1975 gehörte. Die Herren von Friedingen hatten ihr Gut im Dorf und spielten somit eine wichtige Rolle in der Ortsgeschichte.

## Tierwelt
In Böhringen findet sich seit 1983 eine der größten Storchenkolonien Süddeutschlands. 2017 zählte man 37 Brutpaare. Im Jahr 2023 wurden 52 belegte Storchenhorste gezählt. Da im Herbst nicht mehr alle Störche in den Süden ziehen, kann man auch im Winter manchmal sogenannte „Winterstörche“ sehen.